# Basse-Terre (grad)
Basse-Terre je glavni grad francuskog prekomorskog departmana Gvadalupe u Malim Antilima. Nalazi se na jugozapadu otoka, u podnožju aktivnog vulkana La Grande Soufrièrea. Osnovan je 1643. godine i sa svojih 12.173 stanovnika drugi je najveći grad na Gvadalupi. nakon Pointe-à-Pitrea koji ima 17.541 žitelja.
Četvrti Basse- Terra su Azincourt, Bas-du-Bourg, Le Carmel, Desmarais, Guillaud, Morne-Chaulet, Morne-à-Vaches, Petit-Paris, Pintade, Rivière-des-Pères, La Rue-Maillan, Saint-François, Sur-le-Morne i Versailles. Grad posjeduje zračnu luku, tri katedrale, kino i par športskih objekata. U gradu djeluju četiri nogometna kluba.

## Vanjske poveznice
|  | Zajednički poslužitelj ima još gradiva o temi Basse-Terre (grad) |